# Tres Flores
Tres Flores är en ort i Mexiko.   Den ligger i kommunen Papantla och delstaten Veracruz, i den sydöstra delen av landet, 220 km nordost om huvudstaden Mexico City. Tres Flores ligger 139 meter över havet och antalet invånare är 204.
Terrängen runt Tres Flores är platt söderut, men norrut är den kuperad. Runt Tres Flores är det ganska tätbefolkat, med 179 invånare per kvadratkilometer. Närmaste större samhälle är Poza Rica de Hidalgo, 5,6 km väster om Tres Flores. Trakten runt Tres Flores består till största delen av jordbruksmark.